# Margaret Hoelzer
Margaret Hoelzer (30 de marzo de 1983, Huntsville, Alabama) es una nadadora profesional estadounidense.
Hoelzer vive en la ciudad de Seattle, Washington. Mide 1,78 m y pesa 79 kg.

## Carrera profesional
El 1 de julio de 2008 se clasificó para nadar en los 100 m espalda en los Juegos Olímpicos. El 5 de julio del mismo año Hoelzer rompió el récord (2:06.39) de su antigua compañera Kirsty Coventry en los 200 m espalda con un tiempo de 2:06.09 durante la última prueba de clasificación para su segundo evento en los Juegos Olímpicos. Ganó una medalla de bronce en los 100 m espalda el 12 de agosto, la medalla de plata en los 200 m espalda y otra en la competencia de los 4 x 100 m en relevos con su equipo.